# Успенское (городской округ Семёновский)
Успе́нское — село в городском округе Семёновский. Входит в состав Огибновского сельсовета.

## География
Деревня находится на севере центральной части Нижегородской области, в зоне хвойно-широколиственных лесов, на правом берегу реки Керженец, при автодороге 22К-0029, на расстоянии приблизительно 53 километров (по прямой) к югу от города Семёнова, административного центра района.

### Климат
Климат характеризуется как умеренно континентальный, с влажным нежарким летом и холодной снежной зимой. Средняя температура воздуха самого холодного месяца (января) составляет −12,9 °C; самого тёплого месяца (июля) — 18,4 °C. Годовое количество атмосферных осадков — 550—600 мм.

### Часовой пояс
Деревня Успенское, как и вся Нижегородская область, находится в часовой зоне МСК (московское время). Смещение применяемого времени относительно UTC составляет +3:00.

## Население
| 2002 | 2010 |
| ---- | ---- |
| 160  | ↘146 |

Национальный состав
Согласно результатам переписи 2002 года, в национальной структуре населения русские составляли  99 % из 160 человек.